# Opius humilifactus
Opius humilifactus är en stekelart som beskrevs av Fischer 1965. Opius humilifactus ingår i släktet Opius och familjen bracksteklar. Inga underarter finns listade i Catalogue of Life.